# Serafino Cenci
Serafino Cenci (Roma, 20 maggio 1676 – Roma, 24 giugno 1740) è stato un cardinale e arcivescovo cattolico italiano.

## Biografia
Nacque a Roma il 20 maggio 1676.
Fu nominato nunzio apostolico presso il Regno di Napoli, ma declinò l'incarico, probabilmente perché non disponeva di ricchezze adeguate per potere tenere l'incarico in maniera onorevole.
Nel 1725 divenne quindi uditore della Sacra Rota.
Il 18 dicembre 1733 fu nominato arcivescovo metropolita di Benevento.
Papa Clemente XII lo elevò al rango di cardinale nel concistoro del 24 marzo 1734.
Morì il 24 giugno 1740 all'età di 64 anni durante il conclave che elesse papa Benedetto XIV.

## Genealogia episcopale e successione apostolica
La genealogia episcopale è:
- Cardinale Scipione Rebiba
- Cardinale Giulio Antonio Santori
- Cardinale Girolamo Bernerio, O.P.
- Arcivescovo Galeazzo Sanvitale
- Cardinale Ludovico Ludovisi
- Cardinale Luigi Caetani
- Cardinale Ulderico Carpegna
- Cardinale Paluzzo Paluzzi Altieri degli Albertoni
- Cardinale Flavio Chigi
- Papa Clemente XII
- Cardinale Giovanni Antonio Guadagni, O.C.D.
- Cardinale Serafino Cenci

La successione apostolica è:
- Vescovo Ignazio Stelluti (1735)
- Vescovo Flaminio Danza (1735)